# Euxoa schahkuhensis
Euxoa schahkuhensis là một loài bướm đêm trong họ Noctuidae.